# NFL sezona 1982.
NFL sezona 1982. je 63. po redu sezona nacionalne lige američkog nogometa.
Sezona je počela 12. rujna 1982. Super Bowl XVII je bio završna utakmica sezone, u kojoj su se 30. siječnja 1983. u Pasadeni u Kaliforniji na stadionu Rose Bowl sastali pobjednici AFC konferencije Miami Dolphinsi i pobjednici NFC konferencije Washington Redskinsi. Pobijedili su Redskinsi rezultatom 27:17 i tako osvojili svoj treći naslov prvaka u povijesti, prvi u eri Super Bowla.
Sezona 1982. bila je skraćena na samo 9 utakmica zbog štrajka igrača. Zbog toga je NFL za tu sezonu uveo posebni format doigravanja, u njega je ušlo 8 najboljih momčadi iz svake konferencije. Pozicije za doigravanje nisu uzimale u obzir poredak po divizijama, nego samo omjer pobjeda i poraza.
Također, prije početka sezone 1982. momčad Raidersa seli iz Oaklanda u Los Angeles, gdje igraju do 1994. kada se ponovno vraćaju u Oakland.

## Poredak na kraju regularnog dijela sezone
| AFC                    |     |     |     |      |     |     |
| Momčad                 | Pob | Por | Ner | %    | P+  | P-  |
| Los Angeles Raiders *  | 8   | 1   | 0   | 88,9 | 260 | 200 |
| Miami Dolphins *       | 7   | 2   | 0   | 77,8 | 198 | 131 |
| Cincinnati Bengals *   | 7   | 2   | 0   | 77,8 | 232 | 177 |
| Pittsburgh Steelers *  | 6   | 3   | 0   | 66,7 | 204 | 146 |
| San Diego Chargers *   | 6   | 3   | 0   | 66,7 | 288 | 221 |
| New York Jets *        | 6   | 3   | 0   | 66,7 | 245 | 166 |
| New England Patriots * | 5   | 4   | 0   | 55,6 | 143 | 157 |
| Cleveland Browns *     | 4   | 5   | 0   | 44,4 | 140 | 182 |
| Buffalo Bills          | 4   | 5   | 0   | 44,4 | 150 | 154 |
| Seattle Seahawks       | 4   | 5   | 0   | 44,4 | 127 | 147 |
| Kansas City Chiefs     | 3   | 6   | 0   | 33,3 | 176 | 184 |
| Denver Broncos         | 2   | 7   | 0   | 22,2 | 148 | 226 |
| Houston Oilers         | 1   | 8   | 0   | 11,1 | 136 | 245 |
| Baltimore Colts        | 0   | 8   | 1   | 5,6  | 113 | 236 |

| NFC                    |     |     |     |      |     |     |
| Momčad                 | Pob | Por | Ner | %    | P+  | P-  |
| Washington Redskins *  | 8   | 1   | 0   | 88,9 | 190 | 128 |
| Dallas Cowboys *       | 6   | 3   | 0   | 66,7 | 226 | 145 |
| Green Bay Packers *    | 5   | 3   | 1   | 61,1 | 226 | 169 |
| Minnesota Vikings *    | 5   | 4   | 0   | 55,6 | 187 | 198 |
| Atlanta Falcons *      | 5   | 4   | 0   | 55,6 | 183 | 199 |
| St. Louis Cardinals *  | 5   | 4   | 0   | 55,6 | 135 | 170 |
| Tampa Bay Buccaneers * | 5   | 4   | 0   | 55,6 | 158 | 178 |
| Detroit Lions *        | 4   | 5   | 0   | 44,4 | 181 | 176 |
| New Orleans Saints     | 4   | 5   | 0   | 44,4 | 129 | 160 |
| New York Giants        | 4   | 5   | 0   | 44,4 | 164 | 160 |
| San Francisco 49ers    | 3   | 6   | 0   | 33,3 | 209 | 206 |
| Chicago Bears          | 3   | 6   | 0   | 33,3 | 141 | 174 |
| Philadelphia Eagles    | 3   | 6   | 0   | 33,3 | 191 | 195 |
| Los Angeles Rams       | 2   | 7   | 0   | 22,2 | 200 | 250 |

Napomena: * - ušli u doigravanje, % - postotak pobjeda, P± - postignuti/primljeni poeni

## Doigravanje

### Pozicije za doigravanje
| Poz. | AFC                  | NFC                  |
| ---- | -------------------- | -------------------- |
| 1.   | Los Angeles Raiders  | Washington Redskins  |
| 2.   | Miami Dolphins       | Dallas Cowboys       |
| 3.   | Cincinnati Bengals   | Green Bay Packers    |
| 4.   | Pittsburgh Steelers  | Minnesota Vikings    |
| 5.   | San Diego Chargers   | Atlanta Falcons      |
| 6.   | New York Jets        | St. Louis Cardinals  |
| 7.   | New England Patriots | Tampa Bay Buccaneers |
| 8.   | Cleveland Browns     | Detroit Lions        |

### Utakmice u doigravanju
| Datum                 | Utakmica                                 | Rezultat   |
| Prva runda            | Prva runda                               | Prva runda |
| --------------------- | ---------------------------------------- | ---------- |
| 8. siječnja 1983.     | Washington Redskins - Detroit Lions      | 31:7       |
| 8. siječnja 1983.     | Green Bay Packers - St. Louis Cardinals  | 41:16      |
| 8. siječnja 1983.     | Miami Dolphins - New England Patriots    | 28:13      |
| 8. siječnja 1983.     | Los Angeles Raiders - Cleveland Browns   | 27:10      |
| 9. siječnja 1983.     | Cincinnati Bengals - New York Jets       | 17:44      |
| 9. siječnja 1983.     | Pittsburgh Steelers - San Diego Chargers | 28:31      |
| 9. siječnja 1983.     | Dallas Cowboys - Tampa Bay Buccaneers    | 30:17      |
| 9. siječnja 1983.     | Minnesota Vikings - Atlanta Falcons      | 30:24      |
| Druga runda           |                                          |            |
| 15. siječnja 1983.    | Washington Redskins - Minnesota Vikings  | 21:7       |
| 15. siječnja 1983.    | Los Angeles Raiders - New York Jets      | 14:17      |
| 16. siječnja 1983.    | Miami Dolphins - San Diego Chargers      | 34:13      |
| 16. siječnja 1983.    | Dallas Cowboys - Green Bay Packers       | 37:26      |
| Konferencijska finala |                                          |            |
| 22. siječnja 1983.    | Washington Redskins - Dallas Cowboys     | 31:17      |
| 23. siječnja 1983.    | Miami Dolphins - New York Jets           | 14:0       |
| Super Bowl XVII       |                                          |            |
| 30. siječnja 1983.    | Washington Redskins - Miami Dolphins     | 27:17      |

## Nagrade za sezonu 1982.
| Nagrada                        | Osvajač         | Pozicija     | Momčad              |
| ------------------------------ | --------------- | ------------ | ------------------- |
| Najkorisniji igrač (MVP)       | Mark Moseley    | placekicker  | Washington Redskins |
| Igrač godine u napadu          | Dan Fouts       | quarterback  | San Diego Chargers  |
| Igrač godine u obrani          | Lawrence Taylor | linebacker   | New York Giants     |
| Trener godine                  | Joe Gibbs       | trener       | Washington Redskins |
| Novajlija godine u napadu      | Marcus Allen    | running back | Los Angeles Raiders |
| Novajlija godine u obrani      | Chip Banks      | linebacker   | Cleveland Browns    |
| Najkorisniji igrač Super Bowla | John Riggins    | running back | Washington Redskins |

## Statistika

### Statistika po igračima

#### U napadu
- Najviše jarda dodavanja: Dan Fouts, San Diego Chargers - 2883
- Najviše jarda probijanja: Freeman McNeil, New York Jets - 786
- Najviše uhvaćenih jarda dodavanja: Wes Chandler, San Diego Chargers - 1032

#### U obrani
- Najviše obaranja quarterbacka (sackova): Doug Martin, Minnesota Vikings - 11,5
- Najviše presječenih lopti:  Everson Walls, Dallas Cowboys - 7

### Statistika po momčadima

#### U napadu
- Najviše postignutih poena: San Diego Chargers - 288 (32,0 po utakmici)
- Najviše ukupno osvojenih jarda: San Diego Chargers - 449,8 po utakmici
- Najviše jarda osvojenih dodavanjem: San Diego Chargers - 291,3 po utakmici
- Najviše jarda osvojenih probijanjem: Buffalo Bills - 152,3 po utakmici

#### U obrani
- Najmanje primljenih poena: Washington Redskins  - 128 (14,2 po utakmici)
- Najmanje ukupno izgubljenih jarda: Miami Dolphins - 256,9 po utakmici
- Najmanje jarda izgubljenih dodavanjem: Miami Dolphins - 114,1 po utakmici
- Najmanje jarda izgubljenih probijanjem: Pittsburgh Steelers - 84,7 po utakmici

## Vanjske poveznice
- Pro-Football-Reference.com, statistika sezone 1982. u NFL-u
- NFL.com, sezona 1982.